# Holky versus obleky
Holky versus obleky (v anglickém originále Girls Versus Suits) je dvanáctá epizoda páté řady amerického seriálu Jak jsem poznal vaši matku. V USA byla premiérově vysílána 11. ledna 2010.

## Hrají
- Josh Radnor (Ted Mosby)
- Cobie Smulders (Robin Scherbatská)
- Jason Segel (Marshall Eriksen)
- Alyson Hanniganová (Lily Aldrin)
- Neil Patrick Harris (Barney Stinson)
- Stacy Keibler (Sexy barmanka Karina)
- Rachel Bilson (Cindy)

## Děj
Budoucí Ted vysvětluje svým dětem, aby nepodceňovaly sílu osudu a vypráví jim příběh kdy téměř poznal jejich matku. 
Po skončení hodiny Ted zaslechne partu kluků jak přemlouvají jednu studentku na pití na střechu. Po zabavení alkoholu si sedne s Cindy (Rachel Bilson) na pivo. Velice si spolu rozumí, proto Ted navrhne opravdové rande. Když Ted vejde do bytu Cindy, zjistí, že má spolubydlící (budoucí Ted odhalí, že to bude ona Matka), na kterou hrozně žárlí, protože se do ní každý chlap hned zamiluje. Ted přísahá, že se do ní nikdy nezamiluje. ("Ups" dodává budoucí Ted)
V průběhu rande Cindy podrobně líčí všechny otravné zvyky, které její spolubydlící má. Ted si myslí, že je úžasná, Cindy však nic neřekne. 
Druhý den ráno vyhledá Cindy Teda a řekne mu, že se s ním nemůže dál scházet, protože ohledně vztahu profesor student má škola přísná pravidla. Cindy nechce přijít o stipendium a raději vztah s Tedem ukončí. Zpočátku Ted její rozhodnutí chápe, protože by on sám riskoval svoje místo profesora, později si ale uvědomí, že by mohla být ta pravá a rozhodne se ji přesvědčit. Když přijede k ní do bytu ukazuje jí věci, proč si myslí, že jsou si souzení. K Cindině zlosti Ted ukázal na tři věci, které patří její spolubydlící. Ten den se Ted s Matkou neseznámil, byl si ale jistý, že zahlédl její kotníček, když vycházela ze sprchy. 
Před barem MacLaren's se najednou vytvořila obrovská fronta mužů. Barney správně uhodl co způsobilo takové pozdvižení. MacLaren's přijal novou barmanku, která byla velice sexy. Barney se rozhodl, že ji svede. Při prvním pokusu však pohořel, protože barmanka nesnáší muže v oblecích. Aby na ni Barney zapůsobil, přestane nosit obleky. Po nějaké době už nemůže normální oblečení snést a odejde na záchod, kde má ukrytý svůj nejlepší oblek. Při oblékání se mu ale roztrhne a ani jeho krejčí (Tim Gunn) jej nedokáže spravit. Nešťastný Barney se vrátí do baru s urnou, kde nakonec barmanku sbalí. V Barneyho bytě však objeví šatnu plnou obleků a nutí ho aby si vybral mezi ní a obleky. Barney slíbí, že se obleků zbaví a vybírá si tak barmanku.
Mezitím v baru probíhá hádka mezi Marshallem, Lily a Robin. Robin na barmanku žárlí, protože má veškerou mužskou pozornost. Lily nechápe, že se Marshallovi barmanka nelíbí a sama se přiznává, že si na ni v posteli párkrát vzpomněla. Marshall se urazí, protože zjistí, že Lily považuje barmanku za víc sexy než jeho.

## Zajímavosti
Tento díl je stou epizodou seriálu. Proto se tvůrci rozhodli vložit do něj muzikálové číslo. Týká se rozhodnutí, které musí Barney udělat, vybrat si holky, nebo obleky. Píseň Nothing Suits Me Like a Suit, kterou nazpíval Neil Patrick Harris, byla dokonce nominovaná na Primetime Emmy Award za nejlepší hudbu a text písně v seriálu. 